# Marion Borras

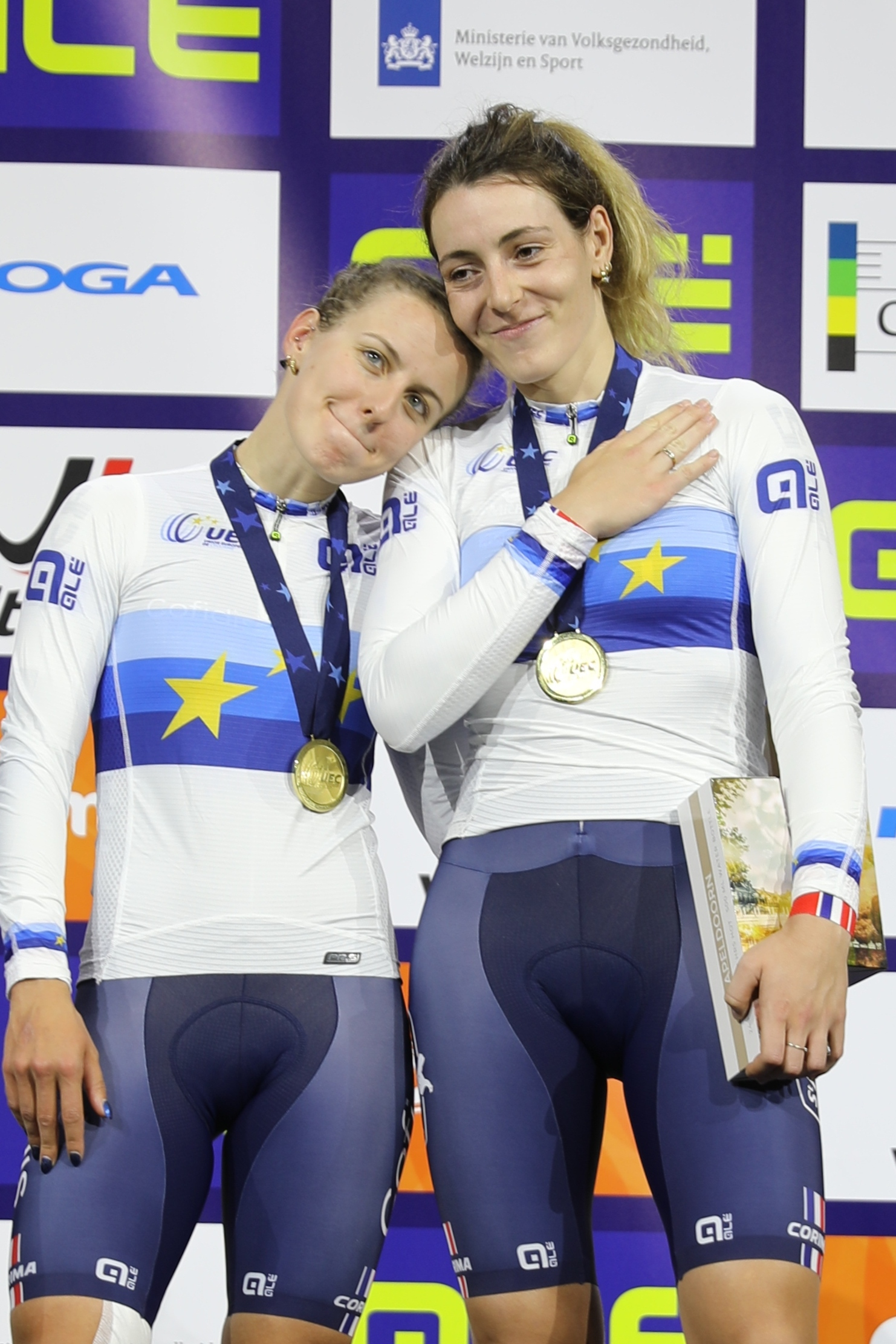
2024 wurde Borras gemeinsam mit Valentine Fortin Europameisterin im Madison

Marion Borras (* 24. November 1997 in Pontcharra) ist eine französische Radsportlerin, die auf der Bahn und der Straße aktiv ist.

## Sportliche Laufbahn
2014 war das erste Jahr, in dem Marion Borras international auf sich aufmerksam machte: In diesem Jahr – wie auch im folgenden – entschied sie den Zeitfahrwettbewerb Chrono des Nations bei den Juniorinnen für sich. 2015 wurde sie Vize-Juniorenweltmeisterin in der Einerverfolgung und errang drei Medaillen bei den Junioren-Europameisterschaften, Silber in der Einerverfolgung sowie jeweils Bronze in Omnium und Mannschaftsverfolgung (mit Pauline Clouard, Lucie Jounier und Typhaine Laurance).
2017 wurde Borras gemeinsam mit Laurie Berthon französische Meisterin bei der erstmals in Frankreich ausgetragenen Nationalmeisterschaft für die Elite-Frauen im Zweier-Mannschaftsfahren. 2017 sowie 2018 startete sie bei Bahnweltmeisterschaften in der Mannschaftsverfolgung; in beiden Jahren belegte der französische Frauen-Vierer Platz sieben. 2019 wurde sie gemeinsam mit Maéva Paret-Peintre, Clara Copponi und Valentine Fortin französische Meisterin in der Mannschaftsverfolgung.
Bei den Bahnradsport-Europameisterschaften 2021 errang Borraus Silber in der Einerverfolgung sowie Victoire Berteau Bronze im Zweier-Mannschaftsfahren. Beim Lauf des Nation’s Cup in Glasgow gewann sie das Zweier-Mannschaftsfahren mit Valentine Fortin. Bei den Bahnradsport-Weltmeisterschaften 2022 sowie 2023 gehörte sie zu dem französischen Vierer, der die Bronzemedaille gewann.
Nachdem Borras bis dahin nur gelegentlich an Straßenradrennen teilgenommen hatte, wurde sie zur Saison 2023 Mitglied im französischen UCI Women’s Continental Team St Michel-Mavic-Auber 93. Bereits beim zweiten Renneinsatz erzielte sie mit dem fünften Platz bei Paris–Roubaix Femmes eine Spitzenplatzierung. Parallel dazu bereitete sie sich auf die Olympische Sommerspiele 2024 in Paris vor. Im Vorfeld wurde sie bei den Bahnradsport-Europameisterschaften 2024 gemeinsam mit Valentine Fortin Europameisterin im Madison. Bei den Olympischen Spielen selbst wurde sie jeweils Fünfte in der Mannschaftsverfolgung und mit Clara Copponi im Madison.
Zur Saison 2025 erhielt Borras einen Vertrag beim Cofidis Women Team, für das auch schon ihre Mannschaftskameradin von der Bahn Valentine Fortin fährt.

## Erfolge

### Bahn
2014
- Junioren-Europameisterschaft – Mannschaftsverfolgung (mit Alphanie Midelet, Margot Dutour und Soline Lamboley)

2015
- Junioren-Weltmeisterschaft – Einerverfolgung
- Junioren-Europameisterschaft – Einerverfolgung
- Junioren-Europameisterschaft – Omnium, Mannschaftsverfolgung (mit Pauline Clouard, Lucie Jounier und Typhaine Laurance)

2017
- Französische Meisterin – Zweier-Mannschaftsfahren (mit Laurie Berthon)

2018
- Französische Meisterin – Mannschaftsverfolgung (mit Laurie Berthon, Clara Copponi und Valentine Fortin)

2019
- Französische Meisterin – Mannschaftsverfolgung (mit Maéva Paret-Peintre, Clara Copponi und Valentine Fortin)
- U23-Europameisterschaft – Mannschaftsverfolgung (mit Clara Copponi, Valentine Fortin und Marie Le Net)

2021
- Europameisterschaft – Einerverfolgung
- Europameisterin – Zweier-Mannschaftsfahren (mit Victoire Berteau)

2022
- Nation’s Cup in Glasgow – Zweier-Mannschaftsfahren (mit Valentine Fortin)
- Weltmeisterschaft – Mannschaftsverfolgung (mit Clara Copponi, Valentine Fortin und Victoire Berteau)
- Europameisterschaft – Zweier-Mannschaftsfahren (mit Clara Copponi)
- Europameisterschaft – Mannschaftsverfolgung (mit Victoire Berteau, Clara Copponi und Valentine Fortin)

2023
- Nations Cup in Kairo – Mannschaftsverfolgung (mit Clara Copponi, Valentine Fortin, Marie Le Net und Victoire Berteau)
- Weltmeisterschaft – Mannschaftsverfolgung (mit Marie Le Net, Valentine Fortin, Clara Copponi und Victoire Berteau)
- Französische Meisterin – Omnium

2024
- Europameisterin – Zweier-Mannschaftsfahren (mit Valentine Fortin)
- Französische Meisterin – Einerverfolgung
- Weltmeisterschaft – Zweier-Mannschaftsfahren (mit Victoire Berteau)

2025
- Französische Meisterin – Punktefahren, Einerverfolgung, Zweier-Mannschaftsfahren (mit Flavie Boulais)
- Europameisterschaft – Punktefahren
- Europameisterschaft – Zweier-Mannschaftsfahren (mit Victoire Berteau)

### Straße
2014
- Chrono des Nations (Juniorinnen)

2015
- Chrono des Nations (Juniorinnen)